# Groupe de NGC 1023
Le groupe de NGC 1023 comprend au moins 19 galaxies situées dans les constellations d'Andromède, du Triangle et de Persée. Plusieurs de ces galaxies sont de petites galaxies et même des galaxies naines. 

## Distance des galaxies
La distance moyenne entre les 19 galaxies de ce groupe et la Voie lactée est d'environ 7,86 Mpc (∼25,6 millions d'al). Cependant, pour les galaxies du New General Catalogue et pour celle de l'Index Catalogue, il existe plusieurs mesures indépendantes du décalage vers le rouge dont la moyenne est toujours supérieure aux distances de Hubble. Étant donné la proximité de ce groupe avec le Groupe local, ces valeurs sont peut-être plus près de la distance réelle de ces galaxies. La moyenne des distances indépendantes du décalage pour ces huit galaxies est de 9,50 ± 2,11 Mpc (∼31 millions d'al). Pour les 11 autres galaxies du groupe, il n'y a pas de mesure indépendante du décalage ou il n'y en a qu'une seule. Les distances indiquées dans le tableau sont les distances de Hubble. La moyenne de ces distances est de 6,66 ± 1,72 Mpc (∼21,7 millions d'al)

## Membres
Le tableau ci-dessous liste les 19 galaxies du groupe. Quinze de ces galaxies sont indiquées dans une publication de Trentham et Tully parue en 2009. A.M. Garcia a également publié en 1993 une liste de 8 galaxies pour le groupe de NGC 1023. Quatre galaxies de la liste de Garcia n'apparaissent pas dans la liste de Trentham et Tully : NGC 1023A (PGC 10139), PGC 1069, PGC 10143 et PGC 10133. Ces trois dernières galaxies sont désignées NGC 1023B, NGC 1023C et NGC 1023D sur le site NASA/IPAC, mais elles ne font pas partie du catalogue NGC. 
| Nom                   | Const.    | Class.    | Type                               | α (J2000.0)   | δ (J2000.0) | Vitesse radiale (km/s) | m            | Distance (Mpc) | Diamètre (kal) |
| --------------------- | --------- | --------- | ---------------------------------- | ------------- | ----------- | ---------------------- | ------------ | -------------- | -------------- |
| NGC 891               | Andromède | SA(s)b?   | Spirale                            | 02h 22m 33.4s | 42° 20′ 57″ | 528 ± 3                | 9,9          | 9,54 ± 1,60a   | 131            |
| NGC 925               | Triangle  | SAB(s)d   | Spirale intermédiaire              | 02h 27m 16.9s | 33° 34′ 45″ | 553 ± 1a               | 10,1         | 7,81 ± 1,97    | 96             |
| NGC 949               | Triangle  | SA(rs)b?  | Spirale                            | 02h 30m 48.6s | 37° 08′ 12″ | 609 ± 2                | 11,8         | 10,27 ± 1,11a  | 35             |
| NGC 959               | Triangle  | Sdm?      | Spirale magellanique               | 02h 32m 23.9s | 35° 29′ 41″ | 597 ± 2                | 12,4         | 11,6 ± 2,9a    | 29             |
| NGC 1003              | Persée    | SA(s)cd   | Spirale                            | 02h 39m 16.9s | 40° 52′ 20″ | 624 ± 1                | 11,5         | 9,49 ± 2,23a   | 63             |
| NGC 1023              | Persée    | SB0^-(rs) | Lenticulaire                       | 02h 40m 24.0s | 39° 03′ 48″ | 636 ± 3                | 9,4          | 10,8 ± 2,8a    | 90             |
| NGC 1058              | Persée    | SA(rs)c   | Spirale                            | 02h 43m 30.0s | 37° 20′ 29″ | 518 ± 1                | 11,2         | 5,20 ± 4,17a   | 19             |
| IC 239                | Andromède | SAB(rs)cd | Spirale intermédiaire              | 02h 36m 27.9s | 38° 58′ 12″ | 903 ± 5                | 11,1         | 11,3 ± 1,6a    | 64             |
| UGC 1807              | Andromède | Im?       | Irrégulière magellanique           | 02h 21m 13.4s | 42° 45′ 46″ | 629 ± 6                | 14,38        | 6,11 ± 0,49    | 26             |
| UGC 1865              | Triangle  | Sm?       | Spirale magellanique               | 02h 25m 00.2s | 36° 02′ 16″ | 580 ± 5                | 14,42 ± 0,06 | 5,24 ± 0,44    | 33             |
| UGC 2023              | Triangle  | Im?       | Irrégulière magellanique           | 02h 33m 18.2s | 33° 29′ 28″ | 603 ± 1                | 13,0 ± 0,7   | 5,63 ± 0,46    | 29             |
| UGC 2034              | Andromède | Im        | Irrégulière magellanique           | 02h 33m 42.9s | 40° 31′ 41″ | 578 ± 1                | 13,14        | 5,46 ± 0,44    | 34             |
| UGC 2126              | Andromède | SABdm     | Spirale intermédiaire magellanique | 02h 38m 47.1s | 40° 41′ 55″ | 713 ± 6                | 13,98        | 7,53 ± 0,57    | 17             |
| UGC 2157              | Persée    | Sdm?      | Spirale magellanique               | 02h 40m 25.1s | 38° 33′ 48″ | 488 ± 9                | 13,99        | 4,17 ± 0,38    | 18             |
| UGC 2165              | Persée    | dE        | Elliptique                         | 02h 41m 15.5s | 38° 44′ 36″ | 740 ± 43               | 13,70        | 7,91 ± 0,87    | 23             |
| PGC 10139 (NGC 1203A) | Persée    | IB?       | Irrégulière                        | 02h 40m 37.7s | 39° 03′ 27″ | 743 ± 1                | 12,70 ± 0,07 | 7,95 ± 0,60    | 17             |
| PGC 10169 (NGC 1203B) | Persée    | d         | Naine                              | 02h 41m 00.0s | 39° 04′ 19″ | 593 ± 7                | 16,35        | 5,74 ± 0,46    | 3,6            |
| PGC 10143 (NGC 1203C) | Persée    | d         | Naine                              | 02h 40m 39.6s | 39° 22′ 47″ | 903 ± 5                | 16,31        | 10,3 ± 0,8     | ?              |
| PGC 10133 (NGC 1203D) | Persée    | d         | Naine                              | 02h 40m 33.0s | 38° 54′ 01″ | 695 ± 5                | 16,51        | 7,24 ± 0,55    | 4,1            |

- aDistance indépendante du décalage vers le rouge.

Le site DeepskyLog permet de trouver aisément les constellations des galaxies mentionnées dans ce tableau ou si elles ne s'y trouvent pas, l'outil du site constellation permet de le faire à l'aide des coordonnées de la galaxie. Sauf indication contraire, les données proviennent du site NASA/IPAC. 